# تونل‌های خون

طرح جلد نسخه آمریکایی کتاب دخمه خونین

دخمه خونین (به انگلیسی: Tunnels of blood) نام کتابی از دارن شان و سومین کتاب از سری داستان‌های قصه‌های سرزمین اشباح است.

## داستان
یک سال و نیم از قضایای قسمت قبل می گذرد و دارن شان با توانایی های خود کنار می آید. یک روز یکی از دوستان قدیمی لارتن به نام گاونر پورل می فهمد که او بر خلاف قوانین اشباح یک کودک را کشته و …